# 이 노래를 들을때면
<이 노래를 들을때면>은 대한민국의 여성 싱어송라이터 장덕에 의해 작사 · 작곡된 곡이다. 장덕의 컴필레이션 앨범 《이런게 아니었는데》의 B면 3번 트랙으로 발표되었다. 가사는 이 노래를 들을 때마다 사랑하는 사람과 함께 했던 아름다운 추억들을 떠올리게 된다는 내용이다.